# بنة ديق
بنة ديق هي قرية في مقاطعة كليبر، إيران. عدد سكان هذه القرية هو 22 في سنة 2006.